# Tephrina curvifera
Tephrina curvifera là một loài bướm đêm trong họ Geometridae.